# David Casa
David Casa (født 16. november 1968) er siden 2009 maltesisk medlem af Europa-Parlamentet, valgt for Partit Nazzjonalista (indgår i parlamentsgruppen Gruppen for Det Europæiske Folkeparti). Han blev første gang valgt i 2009 og genvalgt i 2014.